# Классическая борьба на летней Спартакиаде народов СССР 1975
Соревнования по классической борьбе в рамках VI летней Спартакиады народов СССР проходили в Алма-Ате с 10 по 13 июля 1975 года. Одновременно турнир имел статус 44-го Чемпионата СССР по классической борьбе. В соревнованиях участвовало 163 борца. Соревнования были посвящены 30-летию победы советского народа в Великой Отечественной войне. Спортсмены представляли команды всех союзных республик и Москвы и Ленинграда.

## Медалисты
| Весовая категория            | Золото                                       | Серебро                                      | Бронза                                        |
| ---------------------------- | -------------------------------------------- | -------------------------------------------- | --------------------------------------------- |
| До 48 кг Наилегчайший вес    | Жаксылык Ушкемпиров «Кайрат» (Семипалатинск) | Владимир Нецветаев Вооружённые Силы (Москва) | Александр Вайнберг «Локомотив» (Ленинград)    |
| До 52 кг Легчайший вес       | Владимир Шатунов «Динамо» (Киров)            | Валерий Арутюнов «Динамо» (Ереван)           | К. Ахмедов «Динамо» (Алма-Ата)                |
| До 57 кг Полулёгкий вес      | Василий Гримайло «Динамо» (Алма-Ата)         | Фархат Мустафин Вооружённые Силы (Москва)    | Прокопий Гроссу «Динамо» (Кишинёв)            |
| До 62 кг Лёгкий вес          | Нельсон Давидян «Динамо» (Киев)              | Анатолий Кавкаев Вооружённые Силы (Москва)   | Вячеслав Макоев «Хосилот» (Душанбе)           |
| До 68 кг 1-й полусредний вес | Сурен Налбалдян Вооружённые Силы (Астрахань) | Валерий Спиридонов «Калев» (Таллин)          | Виктор Кузьмин «Варпа» (Рига)                 |
| До 74 кг 2-й полусредний вес | Анатолий Быков «Динамо» (Алма-Ата)           | Владимир Земков «Спартак» (Саратов)          | Вячеслав Мкртычев Вооружённые Силы (Баку)     |
| До 82 кг 1-й средний вес     | Анатолий Назаренко «Динамо» (Алма-Ата)       | Владимир Чебоксаров «Динамо» (Тюмень)        | С. Климов Вооружённые Силы (Душанбе)          |
| До 90 кг 2-й средний вес     | Валерий Резанцев «Динамо» (Алма-Ата)         | С. Павлов «Колос» (Киев)                     | Александр Дубровский Вооружённые Силы (Минск) |
| До 100 кг Полутяжёлый вес    | Василий Меркулов «Спартак» (Воронеж)         | Николай Балбошин «Динамо» (Москва)           | Ю. Отисон Вооружённые Силы (Рига)             |
| Свыше 100 кг Тяжёлый вес     | Анатолий Кочнев «Динамо» (Омск)              | Анатолий Зеленко «Красное Знамя» (Минск)     | Шота Морчиладзе «Буревестник» (Тбилиси)       |

## Командный зачёт
| Команда             | Золото | Серебро | Бронза | Всего |
| ------------------- | ------ | ------- | ------ | ----- |
| Казахская ССР       | 5      |         | 1      | 6     |
| РСФСР               | 4      | 2       |        | 6     |
| Украинская ССР      | 1      | 1       | 1      | 3     |
| Москва              |        | 4       |        | 4     |
| Белорусская ССР     |        | 1       | 1      | 2     |
| Армянская ССР       |        | 1       |        | 1     |
| Эстонская ССР       |        | 1       |        | 1     |
| Латвийская ССР      |        |         | 2      | 2     |
| Таджикская ССР      |        |         | 2      | 2     |
| Азербайджанская ССР |        |         | 1      | 1     |
| Ленинград           |        |         | 1      | 1     |
| Молдавская ССР      |        |         | 1      | 1     |